# سرچ‌جی‌پی‌تی
سرچ‌جی‌پی‌تی (به انگلیسی: SearchGPT) یک پیش نمونه (پروتایپ) موتور جستجوی وب است که توسط اوپن‌ای‌آی توسعه یافته و در ۲۶ ژوئیه ۲۰۲۴ راه اندازی شد. این نمونه ویژگی‌های موتورهای جستجوی سنتی را با قابلیت‌های هوش مصنوعی مولد ترکیب می‌کند. این ویژگی باعث شده تا بسیاری سرچ‌جی‌پی‌تی را رقیب مستقیم موتورهای جستجوی اصلی، به ویژه گوگل و بینگ، در نظر بگیرند. سرچ‌جی‌پی‌تی برای اولین بار به صورت محدود برای ۱۰۰۰۰ کاربر آزمایشی به اجرا گذاشته شد که از اواسط اوت ۲۰۲۴ لیست انتظار بسته شده است. اوپن‌ای‌آی در نهایت قصد دارد ویژگی‌های جستجو را در چت‌جی‌پی‌تی ادغام کند.
اوپن‌ای‌آی شراکت خود را با ناشران اعلام کرده و گزینه‌هایی را در مورد نحوه نمایش محتوای آنها در نتایج جستجو و تضمین ارتقای منابع قابل اعتماد در اختیار آنها قرار داده است.